# Àngel Tomàs i Jordana
Àngel Tomàs i Jordana (1899 - 1947) fou un metge manresà que es va especialitzar en tocologia. Fou el responsable dels parts i de la vacunació antidiftèrica al dispensari municipal. El 1931 publicà un opuscle titulat “Nocions relatives a la higiene en la primera infància”, on exposava tot de recomanacions higièniques que els nens havien de seguir per tal de gaudir d'una bona salut.